# Jaroslav Obšut
Jaroslav Obšut (ur. 9 marca 1976 w Preszowie) – słowacki hokeista, reprezentant Słowacji, olimpijczyk.

## Kariera
- North Battleford North Stars (1994-1995)
- Swift Current Broncos (1995-1996)
- Medicine Hat Tigers (1996-1997)
  -  Toledo Storm (1996-1997)
- Syracuse Crunch (1997)
- Raleigh IceCats (1997-1998)
- Manitoba Moose (1998)
- Augusta Lynx (1998-1999)
- Worcester IceCats (1999-2001)
  -  St. Louis Blues (2000)
- Peoria Rivermen (2001)
- Colorado Avalanche (2001)
- Hershey Bears (2001-2002)
- Manitoba Moose (2002-2004)
- Luleå HF (2004-2009)
- Spartak Moskwa (2009-2010)
- Atłant Mytiszczi (2010-2011)
- Dynama Mińsk (2011-2012)
- Donbas Donieck (2012)
- HKm Zvolen (2012)
- Spartak Moskwa (2012-2013)
- HKm Zwoleń (2013-2014)
- ASC Corona 2010 Braszów (2014-2016)
- HC Prešov Penguins (2015-2016)
- HK Dukla Trenczyn (2016)
- HC Prešov Penguins (2016-2017)
- HC Bratislava (2017-2018)

Wychowanek Dragona Preszów. W klubie Dynama Mińsk w sezonie KHL (2011/2012) był kapitanem drużyny. W latach 2011–2012 występował w barwach Amuru Chabarowsk. Od końca 2012 roku po raz drugi w karierze zawodnik Spartaka Moskwa. Od października 2013 zawodnik HKm Zwoleń. Od lipca 2014 zawodnik rumuńskiego klubu ASC Corona 2010 Braszów. W sezonie 2017/2018 grał w barwach HC Bratislava.
Uczestniczył w turniejach mistrzostw świata w 2005 oraz zimowych igrzysk olimpijskich 2002.

## Sukcesy
Klubowe
- Srebrny medal Mistrzostw Rosji: 2011 z Atłantem

Indywidualne
- AHL 2003/2004: Mecz Gwiazd AHL
- KHL (2009/2010): Mecz Gwiazd KHL (wybrany, nie wystąpił)
- Sezon KHL (2010/2011):
  - Trzecie miejsce w klasyfikacji strzelców wśród obrońców w fazie play-off: 5 goli
  - Czwarte miejsce w klasyfikacji kanadyjskiej wśród obrońców w fazie play-off: 10 punktów
- Puchar Kontynentalny 2014/2015#Grupa C:
  - Pierwsze miejsce w klasyfikacji kanadyjskiej w turnieju Grupy C: 3 gole[9]
  - Najlepszy obrońca turnieju Grupy C[10]